# نهب منزل صالور قازان (كتاب داده قورقوت)

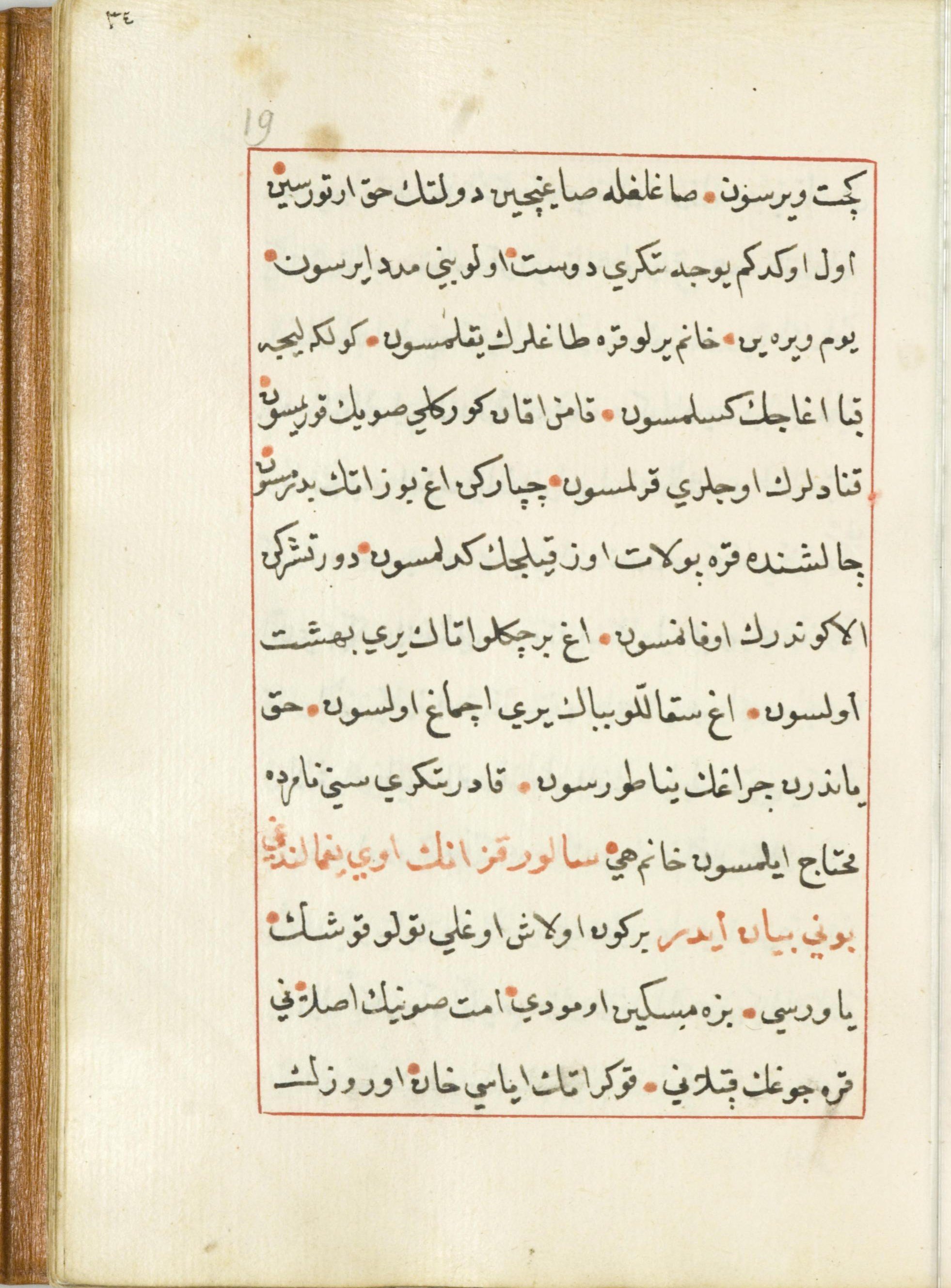

نهب منزل صالور قازان هي أسطورة من أساطير الأتراك وتمثل إحدى حكايات كتاب داده قورقوت.

## موضوع الحكاية
تبدأ برغبة صالور قازان بالذهاب إلي الصيد بينما كان سكرانأ في إحدي الولائم، وبالرغم من معارضة خاله إلا أنه ترك ابنه أوروز لحماية الخيمة وذهب إلي الصيد. وعندما علم أعدائه بغيابه هجموا علي المنزل، وبينما كان يدافع شخص يدعي صارو كولماش عن خيمة العائلة وبينما كان يدافع كاراتشوك تشوباني عن أغنامه مات أخويه وأسرت زوجته بورلا ابنه أوروز وأمه، وأثناء رحلة الصيد رأي صالور قازان كابوساً فرجع إلي أخوه قارا جونه إلا أن خوفه زاد بتخمينات أخوه المتشائمة، فترك الصيد وعاد إلي الخيمة وبدأ في البحث عنهم.
ويُري بوضوح شديد في حكاية داده قورقوت كما في حكاياته الأخري ثقافة التركي الرحال في هذه الفترة، ويظهر في بنية الحكاية المقارنة التعاكس بين ثقافة الأسرة السلمية والميول الاجتماعية الحربية، وأن المجتمع عادة يحترم خاصية المقاتل وانعكاس حربية صالور قازان وشغفه بالصيد كان سببا لحدوث كارثة بداخل عائلته، كما يبين لنا أن المستوي الاجتماعي والثقافي لا يتفق تماماً مع المعني الثقافي للأسرة.